# يونيون إسبانيولا

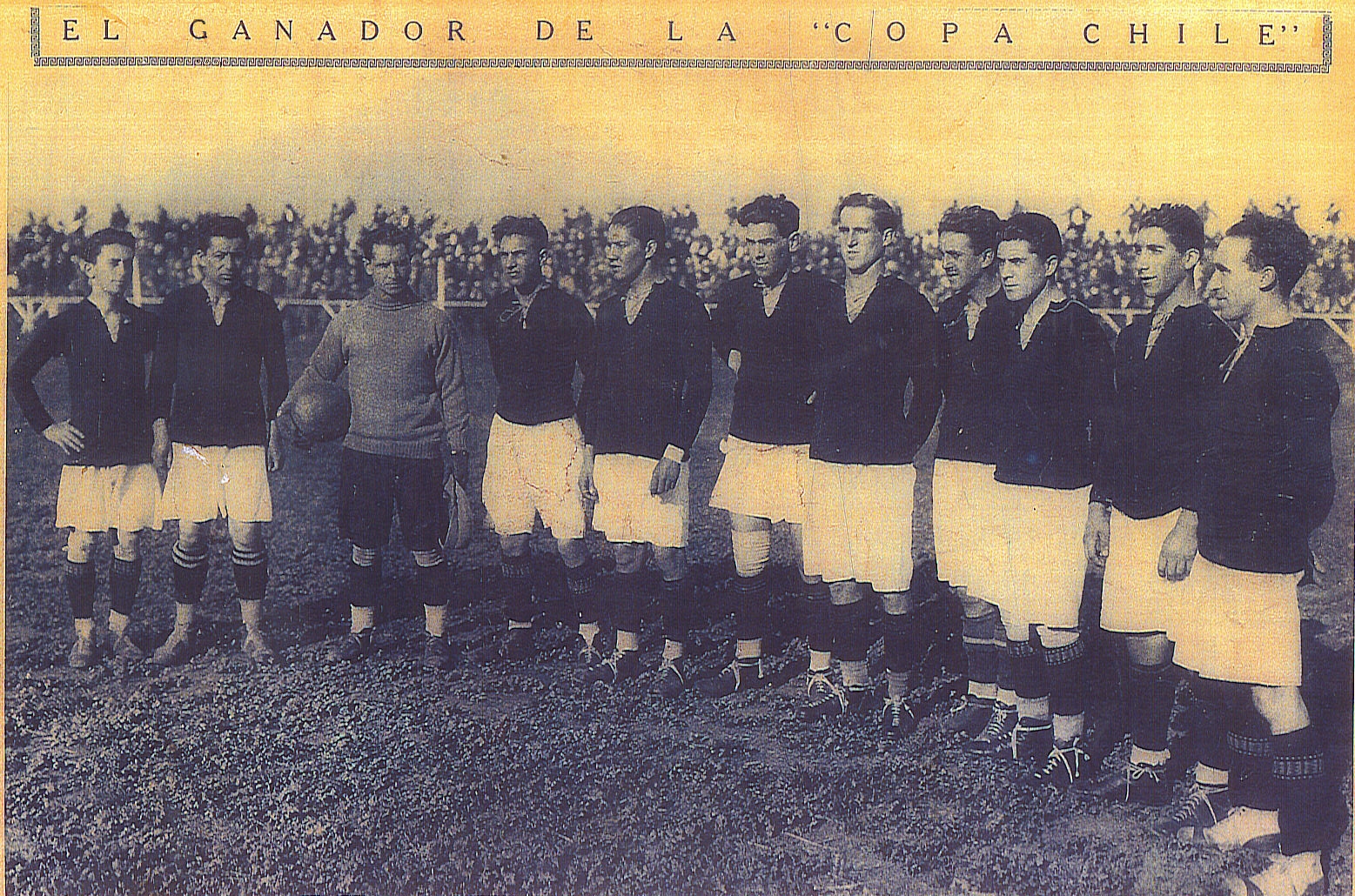
الفريق في عام 1925

يونيون إسبانيولا (بالإسبانية: Unión Española)‏ هو نادي كرة قدم تشيلي احترافي في بلدية إنديبندينسيا، سانتياغو. تأسس يوم 18 مايو 1897 من قبل مهاجرين إسبان. وقد شارك يونيون إسبانيولا في دوري الدرجة الأولى التشيلي من تأسيسه لكنه هبط مرتين في أواخر التسعينات (1997 و 1998). يلعب النادي مبارياته المنزلية على ملعب سانتا لاورا ويتسع لجلوس 22 ألف شخص.
فاز يونيون إسبانيولا ستة مرات بالدوري الممتاز وهو فقط خلف كولوكولو (29)، يونيفرسيداد تشيلي (13) و يونيفرسيداد كاتوليكا (10) فضلاً عن الفوز مرتين بلقب كأس تشيلي. الغريم التقليدي للنادي هو بالستينو وهو فريق تأسس من قبل مهاجرين فلسطينيين.

## الموقع الرسمي
- الموقع الرسمي
 (بالإسبانية)